# Distrikt Olleros (Huaraz)
Der Distrikt Olleros liegt in der Provinz Huaraz in der Region Ancash in West-Peru. Der Distrikt wurde am 16. Oktober 1933 gegründet. Er besitzt eine Fläche von 231 km². Beim Zensus 2017 wurden 2496 Einwohner gezählt. Im Jahr 1993 lag die Einwohnerzahl bei 3432, im Jahr 2007 bei 2581. Die Distriktverwaltung befindet sich in der 3336 m hoch gelegenen Ortschaft Olleros mit 228 Einwohnern (Stand 2017). Olleros liegt 16 km südsüdöstlich der Provinzhauptstadt Huaraz.

## Geographische Lage
Der Distrikt Olleros liegt im äußersten Südosten der Provinz Huaraz. Der Distrikt reicht vom Río Santa im Westen bis zum Hauptkamm der Cordillera Blanca im Osten.
Der Distrikt Olleros grenzt im Westen und im Norden an den Distrikt Huaraz, im Osten an den Distrikt Chavín de Huántar (Provinz Huari) sowie im Süden an die Distrikte Ticapampa und Recuay (beide in der Provinz Recuay).